# توربوفن

A. قرقره کم فشارB. قرقره فشار بالا
C. اجزای ثابت
1. محفظه
2. پنکه
3. کمپرسور کم فشار
4. کمپرسور فشار بالا
5. محفظه احتراق
6. توربین فشار بالا
7. توربین کم فشار
8.. نازل هسته
9. نازل فن

توربوفن (به انگلیسی: Turbofan)، گونه‌ای موتور جت [[است که در آن بخش بزرگی از هوای مکیده شده بدون رفتن به اتاق احتراق از روزنه انتهائی خارج می‌شود. این گونه موتور برای سرعت‌های متوسط مناسب است و به‌همین دلیل موتور بیش‌تر ]]هواپیماهای جت مسافری توربوفن است.
موتوری که در پیشرانش هواپیما بیشترین و گسترده‌ترین کاربرد را دارد موتور "توربوفن (فن جت)" است که در آن یک فن بزرگ که توسط توربین می‌چرخد مقدار قابل توجهی هوا را به درون یک مجرا در اطراف موتور می‌راند.
در این موتورها گازهای خروجی از فن با سرعت بالاتری مجرا را ترک می‌کنند و از این طریق نیروی جلوبرندهٔ کل موتور را به اندازهٔ قابل توجهی افزایش می‌دهند.
طراحی یک موتور توربوفن بر این اصل استوار است که: «به ازای یک توان یکسان، یک حجم بزرگ از هوا که سرعت کمتری دارد به یک حجم کوجک از هوا که سرعت بیشتری دارد نیروی جلو برندهٔ بیشتری ایجاد می‌کند.»
توربوفن یک کمپرسور فن بسیار بزرگ در جلوی موتور دارد که نسبت بسیاری از هوا پس از عبور از فن از فاصلهٔ بین فن و پوسته عبور کرده در انتهای موتور با گازهای داغ خروجی موتور یکی می‌شوند و نیروی پیشرانه را افزایش می‌دهد. توربوفن‌ها کارایی بهتری نسبت به توربوجت‌های ساده دارند؛ زیرا به حجم بسیاری از هوا که از فن عبور می‌کند شتاب داده می‌شود و با توجه به هوای کمی که از هستهٔ موتور عبور می‌کند، نیروی پیشرانهٔ بسیاری تولید می‌کند ضمناً این مکانیزم باعث کاهش قابل توجه سر و صدای موتور مذکور نیز می‌باشد.
در هواپیماها، موتور توربوفن را می‌توان از روی پوستهٔ چاق‌تر آن که روی فن بزرگتر را پوشانده[از موتور توربوجت، که بازده کمتری دارد] تشخیص داد.
موتورهای توربوفن و توربوجت در اعداد ماخ کم، ضربهٔ ویژه بالایی دارند. این موتورها می‌توانند با تولید حرارت کم در مدت‌زمان طولانی با سوختی کم و نزدیک به سطح زمین به پرواز ادامه دهند. همین باعث می‌شود که امکان ردیابی آن‌ها توسط حسگرهای حرارتی یا رادارهای زمین بسیار کم باشد. در بسیاری از هواپیماهای نظامی نوین مانند F-15، F-16 و F-22 از موتورهای توربوفن استفاده شده است. لازم است ذکر شود بهینهٔ سرعت این نوع موتورها تا سرعت ۹ ماخ است.

## شباهت تفاوت و مزایا
عملکرد موتورهای توربوفون مانند توربوپراپ‌ها و موتورهای موتور جت است اما در آن بجای ملخ از فن استفاده شده است.
بازده توربوفون به مراتب زیاد است و در هواپیماهای مسافربری و ترابری از آن استفاده می‌شود.
موتورهای توربوفون توانایی ارائه مانور پذیری موتورهای جت را ندارند در نتیجه برای هواپیماهایی با کمتر از سرعت صوت استفاده می‌شوند.

## موتور جت توربوفون
موتورهای جت انواع مختلفی دارند مانند توربوجت، توربوفن و توربوپراپ که در این قسمت به نوع توربوفن پرداخته شده است. موتورهای توربوفن عملکردی بین موتورهای توربوجت و توربوپراپ دارند. راندمان موتورهای توربوفن بسیار بالاست و به همین دلیل در بسیاری از هواپیماهای مسافربری و ترابری از آنها استفاده می‌شود. در موتورهای توربوفن هوا ابتدا فشرده شده و سپس وارد محفظه احتراق می‌شود و پس از انفجار از نازل خروجی خارج می‌شود و در طی این واکنش نیروی لازم برای به جلو راندن جت را فراهم می‌کند. البته در موتورهای توربوفن مقادیر اضافی هوا از نواحی کناری عبور داده می‌شود که در نهایت به گازهای خروجی می‌پیوندد و نیروی رانش را افزایش می‌دهد. در موتورهای توربوفن، ملخ یا فن که نیروی رانش تولید می‌کند، به‌طور کامل در داخل پوسته موتور قرار می‌گیرد.

## نسبت دور زدن
نسبت دور زدن(BPR) موتور توربوفن، نسبت بین دبی جرمی جریان بای پس به دبی جرمی ورودی به هسته است. به عنوان نمونه، نسبت دور زدن ۶ به این معنی است که ۶ برابر بیشتر از مقداری که از محفظه احتراق عبور می‌کند، از مجرای بای پس عبور می‌کند.
موتورهای توربوفن معمولاً بر حسب BPR توصیف می‌شوند که همراه با نسبت فشار کلی، دمای ورودی توربین و نسبت فشار فن از پارامترهای مهم طراحی هستند. علاوه بر این، BPR برای نصب‌های توربوپراپ و فن‌های بدون مجرا ذکر شده است، زیرا راندمان پیشرانه بالای آن‌ها ویژگی‌های بازده کلی توربوفن‌های بای پس بسیار بالا را به آنها می‌دهد. این اجازه می‌دهد تا آنها را همراه با توربوفن‌ها در نمودارهایی نشان دهند که روند کاهش مصرف سوخت ویژه (SFC) را با افزایش BPR نشان می‌دهد. BPR همچنین می‌تواند برای نصب فن بالابر که در آن جریان هوای فن از موتور دور است و از هسته موتور عبور نمی‌کند، نقل قول شود.